# Paratrichocladius tusimobeceus
Paratrichocladius tusimobeceus är en tvåvingeart som beskrevs av Sasa och Suzuki 1999. Paratrichocladius tusimobeceus ingår i släktet Paratrichocladius och familjen fjädermyggor. Inga underarter finns listade i Catalogue of Life.